# سیاهرگ سینه‌ای‌بالاشکمی
سیاهرگ توراکو اپیگاستریک (به انگلیسی: Thoracoepigastric vein)، در امتداد جنبه جانبی تنه، بین ورید اپی گاستر سطحی در زیر و ورید سینه جانبی در بالا قرار دارد و ارتباط مهمی بین سیاهرگ رانی و سیاهرگ زیربغلی برقرار می‌کند. هنگامی که بزرگ‌سیاهرگ زیرین با ایجاد وسیله‌ای برای بازگشت وریدی جانبی مسدود می‌شود، این ورید بسیار مهم است. با اتصال به وریدهای سطحی اپی گاستر که از سیاهرگ رانی درست در زیر رباط کشاله ران ایجاد می‌شوند، یک آناستوموز (ارتباط بین رگ‌های خونی یا بین دو حلقه روده گفته می‌شود) کاواکوال ایجاد می‌کند.

## اهمیت بالینی
سیاهرگ توراکو اپیگاستریک از این نظر منحصر به فرد است که هم به بزرگ‌سیاهرگ فوقانی و هم به بزرگ‌سیاهرگ زیرین تخلیه می‌شود. از این رو، به عنوان یک پیوند کاوال-کاوالی آناستوموز بین این دو عمل می‌کند. علاوه بر این، ورید توراکو اپی گاستریک از طریق ورید پارانافی به سیاهرگ باب کبدی متصل می‌شود و در نتیجه به عنوان آناستوموز پورتوکاوال نیز عمل می‌کند.